# アップサイドダウン 重力の恋人
『アップサイドダウン 重力の恋人』（Upside Down）は、2012年に制作されたSF恋愛映画。フランスとカナダの共同制作。

## ストーリー
正反対の方向に重力が存在する双子の惑星。この重力は相手側の物質には決して作用することはなく、上の富裕層が暮らす世界と下の貧困層が暮らす世界、二つの世界は互いの頭上に存在しながら、その交流は固く禁じられていた。だがある日、下の世界に暮らす少年アダムは、上の世界に住む少女エデンに恋をしてしまう。二人は人目を盗んで密会を重ねるが、ある日監視していた警備隊に見つかり、その逃走の際にエデンは上の世界に落下してしまう。このことが原因で、長い間エデンを死なせてしまったという罪悪感に悩まされていたアダムだったが、時が経ったある日、彼女が生きていることを知る。エデンに再び会いたいと願うアダムは、二つの世界を繋ぐ唯一の巨大企業「トランスワールド社」の社員となり、上の世界への侵入を試みるのだった。

## キャスト
※括弧内は日本語吹替
- アダム・カーク - ジム・スタージェス（宮野真守）
- エデン・ムーア - キルスティン・ダンスト（中村千絵）
- ボブ・ボルショヴィッツ - ティモシー・スポール（北川勝博）
- アルバート - ブル・マンクマ（宝亀克寿）
- ラガヴーリン - ジェームズ・キドニー（田中正彦）
- 12歳のアダム - エリオット・ラーソン
- 10歳のエデン - モラーヌ・アーカンド（樋口日奈）